# هند رسام كولهان
هند رسام كولهان هي أستاذة علم الاجتماع والعلوم السلوكية في كلية ميرسي في نيويورك، نشأت في بغداد لأبوين عراقي ولبنانية، حصلت على منحة فولبرايت لدراسة «الهوية الثقافية للمراهقين السوريين في جامعة دمشق». عادت إلى بغداد بعد سقوط النظام للمساهمة في إعادة بناء قطاع التعليم في العراق.

## بحوثها ومحاضراتها
- الهوية الثقافية، نظرة عالمية على المراهقين في سوريا، تنمية الطفل واضطرابات المراهقة وتقديم الخدمات الصحية.
- درّست في جامعة دمشق كلية الطب، وقد عد عملها في جامعة دمشق من خلال تقديمها كورسا في تدريب وتدريس العلوم الاجتماعية للمتخصصين بالطب اختراقا لتقاليد لم يكن مألوفا فيها تقديم مثل هذه العلوم في مثل تلك التخصصات. كما عملت مع وزارة الصحة السورية في برنامج تدريب وتدريس لترقية الممرضات في ورشة عمل تقام لأول مرة.